# Sucessão empresarial
Sucessão Empresarial é entendida como o rito de transferência do poder e do capital entre a atual geração dirigente e a que virá dirigir, situação pela qual todas as empresas que perdurem irão um dia passar.
Já Sucessor é o indivíduo que irá substituir o mandatário, podendo ser herdeiro, membro da família ou que não apresenta nenhum grau de parentesco.
A Sucessão Empresarial divide-se em dois grupos: sucessão corporativa e sucessão em empresa familiar.
Seja através de um profissional ou herdeiro de família, as empresas 
além das turbulências de mercado, crises econômicas, processos de reestruturação e reorganização, também devem voltar sua energia e de seus gestores para a questão sucessória, já que esta pode se tornar um elemento facilitador ou dificultador para o processo de inovação, que é cada vez mais crucial para o sucesso empresarial.
Acionistas atritados, familiares insatisfeitos, negócios perdidos, energias direcionadas para a resolução de pendências societárias e não para o objeto fim da empresa por parte dos seus administradores, são alguns dos indicadores de que as relações entre os sócios apresentam problemas. Estes incidentes podem levar a um decréscimo do lucro ou mesmo à geração de prejuízos, pois muitas vezes a empresa fica inerte, perdendo importantes oportunidades de negócios.